# Xing Huina
Dans ce nom chinois, le nom de famille, Xing, précède le nom personnel.
Xing Huina (en chinois : 邢慧娜), née le 25 février 1982 à Weifang dans la province du Shandong, est une athlète chinoise, championne olympique du 10 000 m.

## Biographie
Xing a grandi dans la province du Shandong comme fille d'une famille de fermier. Elle a commencé son entraînement d'athlétisme à l'école des sports de la ville de Weifang. En 1999, elle a été s'entraîner dans l'équipe de l'Institut technique de la province du Shandong.
En 2002, elle obtenait une médaille de bronze, derrière Sun Yingjie et Kayoko Fukushi, sur 10 000 m aux Jeux asiatiques et en 2003, aux championnats du monde à Paris, elle terminait septième en établissant un nouveau record du monde junior en 30 min 31 s 55.
Sur 10 000 m aux Jeux olympiques d'été de 2004, elle remportait le titre en établissant son record personnel en 30 min 24 s 36. Dans le sprint final de cette course, elle avait réussi à battre les deux Éthiopiennes Ejegayehu Dibaba et Derartu Tulu.
Aux championnats du monde de 2005, elle terminait cinquième du 5 000 m en améliorant son record personnel en 14 min 43 s 64 et en étant la première non-Éthiopienne de la course.

### Palmarès
| Date | Compétition           | Lieu     | Résultat | Épreuve  | Performance    |
| ---- | --------------------- | -------- | -------- | -------- | -------------- |
| 2002 | Jeux asiatiques       | Busan    | 3e       | 10 000 m | 31 min 42 s 58 |
| 2003 | Championnats du monde | Paris    | 7e       | 10 000 m | 30 min 31 s 55 |
| 2004 | Jeux olympiques       | Athènes  | 1re      | 10 000 m | 30 min 24 s 36 |
| 2005 | Championnats du monde | Helsinki | 5e       | 5 000 m  | 14 min 43 s 64 |
| 2005 | Championnats du monde | Helsinki | 4e       | 10 000 m | 30 min 27 s 18 |